# Legio VII Claudia

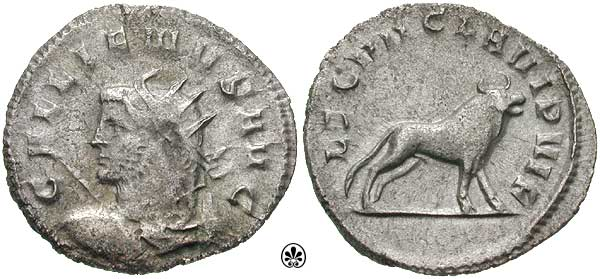
Gallien, célébrant la (Septième légion Claudia, six fois fidèle, six fois loyale), et portant l'emblème du taureau, symbole de la légion

La Legio VII Claudia Pia Fidelis (dévouée et loyale) était une légion romaine constituée par Jules César pour la guerre des Gaules en 58 av. J.-C.. Dissoute, elle fut reconstituée sous Octave en 44 av. J.-C. Elle exista au moins jusqu'à la fin du IVe siècle ou au début du Ve siècle.
L'emblème de cette légion, comme de toutes celles de César, était le taureau et le lion. Le nom Claudia Pia Fidelis vient de ses exploits accomplis sur les champs de bataille, 6 guerres 6 fois fidèle et victorieuse : lors de la conquête des Gaules : victoire à Alésia face à Vercingétorix, victoire en Bretagne, victoire en Germanie, victoire en Grande-Bretagne, victoire lors de la mutinerie en Dalmatie.

## Histoire de la légion

### Fin de la République

#### La guerre des Gaules

Déplacements de César pendant la guerre des Gaules

La Legio VII fut levée en 59 av. J.-C., voire plus tôt par Jules César pour la Guerre des Gaules. Certaines sources démontrent que des éléments isolés de la légion ont été recrutés dès 65 av. J.-C. par Pompée en Hispanie.
En 57 av. J.-C., la légion prit part à la bataille contre les Nerviens.
César nomma ensuite Publius Licinius Crassus légat de la Legio VII, avec qui il combattit sur la côte nord de la Gaule (Normandie et Bretagne actuelles), soumettant les peuples Vénètes, Unelles, Osismes, Coriosolites, Esuviens, Aulerques et Riedones. Pendant l'hiver 57/56 av. J.-C., les tribus d'origine celte Vénètes, Osismes, Lexoviens, Namnètes, Ambiliates, Morins, Diablintes et Ménapiens se soulevèrent encore une fois, car la Legio VII avait besoin de moyens de subsistance. Après la prise de plusieurs Oppida (cités), et l'intervention de la flotte, César mit un terme au soulèvement. Pendant les années 55 et 54 av. J.-C., la légion prit part à l' invasion de la Bretagne.
En 52 av. J.-C., la Legio VII combattit lors de la Bataille d'Armançon contre les Bellovaques et les Eduens et elle prit vraisemblablement part aux combats contre Vercingétorix près de Lutèce et lors  du Siège d'Alésia. En 51 av. J.-C., aux côtés des VIII., VIIII. et XI., César et la Legio VII matèrent une rébellion menée par les Bellovaques, Ambiens, Aulerques, Calètes, Véliocasses et Atrébates sous la direction de Corréos. César fit ériger un camp fortifié à portée de vue des camps ennemis et appela en renfort les Rèmes et les Lingons ainsi que trois légions supplémentaires. Après une bataille décisive, le soulèvement fut écrasé.

#### Guerre civile
En 49 av. J.-C., César transféra la légion en Hispanie, pour combattre contre les légions de son opposant Pompée. Elle fut victorieuse à la bataille d'Ilerda en 49 av. J.-C.. La légion fut ensuite déployée en Grèce, où elle subit une défaite lors de la bataille de Dyrrhachium en 48 av. J.-C.. En août de la même année, elle combattit lors de la décisive et victorieuse bataille de Pharsale. Par la suite, César dissolut la légion et renvoya les vétérans en Italie. En 46 av. J.-C., les vétérans furent rappelés. César les engagea dans la campagne en Africa. Le 6 avril 46 av. J.-C., la légion fut engagée lors de la bataille de Thapsus, contre les troupes du Sénat républicain commandées par Metellus Scipio et Caton le Jeune. La légion fut une fois de plus dissoute et les vétérans reçurent des terres en Italie, près de Capua et Luca.
Après l'assassinat de César, Octave recréa les Legio VII Paterna (Paternelle) et Legio VIII pour renforcer son influence. Il les engagea en Italie lors de la bataille de Forum Gallorum (14 ou 15 avril 43 av. J.-C.) puis lors de la bataille de Mutina le 21 avril 43 av. J.-C.. La légion est ensuite déployée en Macédoine, où elle est engagée dans la bataille de Philippes en octobre-novembre 42 av. J.-C..
Octave redéploie ensuite la Legio VII en Italie et l'engage à l'hiver 41/40 av. J.-C. dans la guerre de Pérouse contre Lucius Antonius, frère de Marc Antoine près du camp de Pérouse. En 36 av. J.-C., Octave établit les vétérans dans le Sud de la Gaule. La légion a probablement pris part aux combats contre Sextus Pompée, qui avait envahi la Sicile, et enfin contre Marc Antoine pendant la bataille d'Actium en 31 av. J.-C. À la fin de la guerre civile, les vétérans furent établis en Maurétanie.

### Dynastie julio-claudienne
Entre environ 30 av. J.-C. et 20 av. J.-C., la légion était stationnée en Galatie, puis elle fut transférée dans les Balkans. La raison de son surnom Macedonica est incertaine. Est-il relié à la bataille de Philippes en 42 av. J.-C., ou a-t-il été seulement attribué lors de l'affectation dans les Balkans?. À la suite de la révolte en Pannonie (an 6-9 de notre ère) ou de la Bataille de Teutobourg (an 9 de notre ère), elle fut envoyée en Dalmatie à Tilurium (Trilj),. Sous Tibère (14–37) les vétérans sont établis à vicus Scunasticus près de Narona (Metković actuelle).
Pendant la rébellion du procureur dalmate Lucius Arruntius Camillus Scribonianus en l'an 42, les légions VII et XI demeurèrent fidèles à l'empereur Claude (41–54) qui leur accorda le surnom Claudia et les honneurs Pia Fidelis ("dévouée et fidèle"). Au milieu du Ier siècle, les vétérans des Legio VII Claudia et Legio XI Claudia sont installés à Aequum (Čitluk).
Par la suite, Claude déploya la légion en Mésie dans la région du Danube inférieur, dans un camp non-identifié, peut-être près de Scupi (Skopje). D'après d'autres sources, elle aurait été déployée en 57/58 sous l'empereur Néron (54–68) à Viminacium (Kostolac/Serbie), où elle aurait remplacé la Legio IIII Scythica ou en 62, pour remplacer la Legio V Macedonica à Oescus dans la province de Mésie.

### L'année des quatre empereurs et la dynastie flavienne
Lors de l'année des quatre empereurs, en 69, la légion se rangea avec toute l'armée du Danube sous les ordres d'Othon. Une vexilliation (détachement) de la Legio VII Claudia arrive trop tard en Italie pour empêcher la défaite d'Othon contre Vitellius pendant la première bataille de Bedriacum (près de Cremona) le 14 avril 69. Vitellius réexpédia la légion à Viminatium  sur le Danube, où elle fit allégeance à Vespasien. La légion fit à nouveau mouvement vers l'Italie et remporta la victoire lors de la seconde Bataille de Bedriacum le 24 octobre 69 contre les troupes de Vitellius. La Legio V Alaudae vaincue fut expédiée en renfort de la  Legio VII en Mésie Supérieure, afin de protéger les frontières contre les Sarmates et les Daces.
En Mésie lors de l'hiver 69/70, sous le commandement de Fonteius Agrippa, elle subit de lourdes pertes contre les Scythes (un nom collectif désignant les peuples barbares d'Europe de l'Est, comprenant les Sarmates). Fonteius Agrippa mourut au combat, Vespasien  désigna alors Rubrius Gallus comme nouveau proconsul pour châtier et soumettre les Sarmates. Au courd de l'année 70, aidé par les légions I Italica et VII Claudia, celui-ci réussit à rétablir l'ordre.
Domitien (81–96) installa au début de son règne les vétérans des légions I Italica, III Augusta, IV Macedonica, V Macedonica, V Alaudae, IIII Flavia et VII Claudia dans la cité nouvellement fondée de Scupi (Skopje). Pendant l'hiver 85/86, d'imposantes hordes de guerriers daces sous les ordres du roi  Diurpaneus fondirent depuis le Nord du Danube sur la province romaine de Mésie, prenant les Romains totalement par surprise. Le proconsul, Caius Oppius Sabinus, mourut sur le champ de bataille et les assaillants purent presque tout piller et brûler sans être inquiétés. En 86/87, sous les ordres de Cornelius Fuscus, une armée partit au combat contre les Daces menés par le roi Décébale. La première opération contre les Daces est un échec cuisant pour les Romains, la légion V Alaudae est presque totalement anéantie. En 88, le consul romain Lucius Tettius Iulianus pénètre sur le territoire dace. Lors de la deuxième bataille de Tapae, l'armée romaine, qui comprend la Legio VII vainc Décébale. Décébale et Domitien  conclurent un accord en 89 aux termes duquel Décébale place les Daces sous protectorat romain et leur fournit argent et armes. Après la campagne domitienne contre les Daces la légion IIII Flavia a vraisemblablement remplacé la Legio VII Claudia à Viminacium pendant quelque temps, avant d'être transférée à Singidunum (Belgrade) en Mésie supérieure.

### La dynastie des Antonins
Entre 98 et 101, la légion est préparée pour la campagne dace de Trajan, elle construit par exemple des infrastructures, comme une route sur les berges des  Portes de fer. Pendant la première guerre contre les Daces la légion combat en 101/102 sous les ordres du Légat Lucius Minicius Natalis. Pendant la seconde guerre dace de 105/106, elle combat également, mais des éléments de la  Legio VII sont affectés à la construction du Pont de Trajan sur le Danube, près de la forteresse de Drobeta Turnu Severin.
En 116, les provinces orientales s'embrasent. La légion est probablement engagée sous les ordres de Trajan contre les Parthes, puis transférée à Chypre. L'empereur Lucius Verus transfère toute la légion à l'Est pour sa campagne contre les Parthes (161–166). Alors que la légion est de retour sur le Danube, survient une épidémie de  Peste dans l'empire (165–180). Les Marcomans, Sarmates et Quades devenaient de plus en plus agités, et Marc Aurèle (161–180) engagea la légion dans la guerre contre les Marcomans (166–180). L'épidémie et la guerre conduisent à des pertes élevées. Les nouvelles recrues viennent pour les deux tiers de Mésie Supérieure, en majeure partie des colonies de vétérans Scupi (Skopje) et Ratiaria.

### La Deuxième année des quatre empereurs et la dynastie des Sévères
Peu après l'assassinat de l'empereur Pertinax, Septime Sévère (193–211)  est désigné empereur en avril 193 (deuxième année des quatre empereurs) à Carnuntum, capitale de la Pannonie supérieure. Ayant servi dans cette légion, il est soutenu par la VII Claudia, qu'il conduit en Italie, prenant Rome sans résistance le 9 juin. Il fait face aux autres concurrents, faisant plier Clodius Albinus par la diplomatie, puis triomphe de Pescennius Niger après une guerre sanglante. En l'an 200, les vétérans des légions IIII Flavia Felix et VII Claudia sont établis dans la colonie de Naissus (Niš).
Des inscriptions du IIIe siècle suggèrent la participation à des campagnes en Orient. La légion a sans doute participé à la campagne contre les Parthes de Septime Sévère en 198, qui se termine par la prise de la capitale Ctésiphon. Caracalla (211–217), Sévère Alexandre (222–235) et Gordien III (238-244) ont aussi entrepris des campagnes contre les Parthes et les Sassanides. Au début du IIIe siècle, la légion portait le nom Legio VII Claudia Pia Severiana. De par Caracalla (à vrai dire depuis Marc Aurèle), elle portait le surnom d'Antoniniana, et sous Alexandre Sévère, elle fut honorée du titre de Severiana Alexandriana.

### L'anarchie militaire
En 245, les Carpes entrèrent en Dacie et submergèrent le  Limes Alutanus, mais Philippe l'Arabe (244–249) les repoussa. L'empereur fit reconstruire les fortifications. En 248, une vexillation de la Legio VII Claudia Pia Fidelis Philippiana procéda à la construction d'une enceinte et à la reconstruction de  Romula (Dobrosloveni). Le rôle joué par la légion pendant l'usurpation de Pacatianus en 248 est incertain. En 248/249, Philippe l'Arabe envoie le futur empereur Decius sur le Danube pour mettre un terme à l'usurpation et repousser l'invasion  gothique. Le rôle joué dans la lutte de pouvoir entre Philippe l'Arabe et Dèce en 249, par la légion n'est pas établi, mais on sait que Dèce a bénéficié du soutien précoce des légions IIII Flavia et VII Claudia.
La légion a vraisemblablement pris part aux guerres de l'empereur Gallien (253–268), des monnaies en l'honneur de la légion ont été battues.
Lors du changement d'empereur entre Gallien et l'usurpateur Postume, la légion resta au côté de Gallien et elle fut récompensée des titres Pia VI Fidelis VI (six fois dévouée et fidèle) et Pia VII Fidelis VII. En 269, la légion appartient à l'armée de l'empereur Claude le Gothique  avec  qui elle vainquit les Goths à la  bataille de Naissus.

### Antiquité tardive
En 297, Dioclétien rassembla des vexillations des Legio XI Claudia, Legio VII Claudia, Legio IIII Flavia Felix et I Italica pour mater un soulèvement en  Égypte. Les meneurs de la rébellion étaient  Lucius Domitius Domitianus et Achilleus. La révolte est écrasée au début de l'an 298. Puis il se consacra de nouveau à la frontière perse.
Une vexillation des Legio XI Claudia, Legio VII Claudia, Legio IIII Flavia Felix, Legio I Italica  et Legio I Illyricorum construisit une route d'environ 550 km de long dans la province d'Arabia Petraea (Syrie, Jordanie) qui reliait les places fortes de Bosra, Basianis (Qasr al-Azraq), Amata et Dumata (Jawf) entre elles.
Une vexillation de la Legio VII Claudia rejoint Carausius (286/287–293), en rébellion contre l'empereur en Bretagne et au Nord de la Gaule, ainsi que son successeur Allectus (293–296/297). Après que Constantin Ier a mis un terme à l'usurpation, ce dernier intégra l'unité dans son armée.
Au début du Ve siècle, le Praefectus legionis septimae Claudiae était placé sous les ordres du Dux Moesiae primae à Cuppae (Golubac, Serbie).